# 二重港
二重港是臺灣臺南市北門區的一個傳統地域名稱，位於該區東南部。對應於今行政區劃分，其範圍大致包含文山里一帶。為學甲十三庄之一。

## 名稱
二重港的命名，源頭已難以考證。傳二重港原謂「二條港」，意為「兩條溪的小港口」、「兩個小港口的庄頭」。在泉、漳發音的轉譯上，二條港逐漸唸做「二重港」。

## 歷史沿革
清領時期，二重港隸屬臺南廳學甲堡溪底寮庄。傳最早於南明永曆十五年（西元1661年），鄭成功登陸鹿耳門前一日，先遣陳一桂等將士押運糧船，入漚汪溪（今將軍溪）登陸頭前寮。其中陳一桂部將侯高居隨軍前來，卜居中洲西北部學仔內一帶。其子侯志贊，遷至庄北部塭子內；二子侯志聯遷至庄東北部竹圍，為二重港地區開發之始。
清康熙四十四年（西元1705年），福建南安縣侯啟流兄弟，來臺依親族開墾。兄侯啟流於庄中部建立三塊厝，弟侯雷公於庄南建七房。清乾隆五年（西元1740年），南安同族侯信佰來臺，卜居庄東南部，建後厝。侯姓親族逐漸於此地組成聚落。 清道光三年（西元1823年）七月，連數日雨勢猛烈，引發山洪，漚汪溪於麻豆港處（今麻豆區東側）襲奪灣裡溪（曾文溪古名）。漚汪溪因上游改道，溪水日益減少，自臺灣海峽前來的商船只能行至二重港前棧寮（今二重港南邊）。麻豆港經逐漸淤塞，終廢港，貿易漸止。原先為避開漚汪溪水勢而建庄較北的侯家，始往南遷，形成今日二重港風貌。
日治時期，二重港庄先於西元1896年隸屬臺南縣嘉義支廳學甲堡；後西元1897年改制，隸屬嘉義縣鹽水港辨務署學甲堡；西元1898年；改隸臺南縣鹽水港辨務署學甲堡。西元1901年，改隸於鹽水港廳北門嶼支廳學甲堡；1904年，地方實施街庄整併，北門地區整併為四庄，二重港庄與三藔灣庄、蘆竹溝庄、溪底藔庄合併為溪底藔庄。西元1909年，溪底藔庄改隸於臺南廳北門嶼支廳學甲堡。西元1920年，原先的堡里行政區廢除，廳改為郡，街庄改為大字。原隸屬學甲堡的北門嶼庄、蚵藔庄、渡仔頭庄、溪底藔庄等四庄合併為「北門庄」，改隸北門郡。庄內分北門、蚵寮、渡子頭、溪底寮等四個大字，溪底寮（大字）下有二重港、三寮灣兩地。第二次世界大戰期間（西元1945年），總督府曾計畫於二重港興建海軍機場及蘆竹溝軍港，後因日本戰敗而未施工。
戰後國民政府時期，行政劃分由州廳改為縣，街庄改為鄉鎮。此時的二重港隸屬於臺南縣北門鄉，因應村里制更名為仁里村。2010年臺南市升格為直轄市，經縣市合併後北門鄉改為北門區，仁里村改為仁里里。由於北門一帶居民已習慣透過聚落名稱稱呼居住地，故少使用仁里里，仍多使用二重港。

## 聚落
二重港為將軍溪畔高地，地勢較高。聚落宗族構成以侯氏為大家。庄內聚落多為侯家人建立。早期聚落為學仔內、三塊厝、七房、後厝等。其他聚落有：塭仔內、竹圍、崁頂等。

## 宗教
二重港庄廟為二重港仁安宮，建於民國49年（西元1960年），供奉李府千歲、廣澤尊王、中壇元帥。王爺由南鯤鯓代天府分靈、太子爺是學甲慈濟宮分靈、聖公是中國詩山鳳山寺分靈，虎爺是李府坐騎。

## 產業
明清時期，二重港因鄰漚汪溪，以港口商業為主要產業結構。後漚汪溪改道，河流淤塞，主要商港麻豆港廢港後，二重港商業亦衰敗。
二重港的基本產業型態以農業為主，養殖漁業零星分布。農業以蔥、蒜為大宗。雖然與北門其他聚落同屬鹽分地帶，但因鄰近將軍溪，具備灌溉水源與耕地，除耐鹹、耐旱作物外，亦可種植穀物等農作，是北門地區重要農產地。耕地分布為：
- 頭前園、崁頂（大圳邊）：位於二重港南部，臨將軍溪，地勢較高，排水流暢，故土質肥沃適中，適宜作物生長。除旱作外，亦產稻米。為二重港主要產區。[4]
- 溪埔園：為二重港最南部，近將軍溪邊，沙質土壤不易保持水分，故難以種植稻米，但適合種植甘薯、甘蔗、玉米、花生等作物。近年來蔥、蒜種植成功，雖產量不及頭前園、崁頂，但仍為本庄作物主要產區。[4]
- 後壁園：位於二重港北部，距離將軍溪較遠，且地勢低，排水不佳，故土壤鹽分高，為典型的鹽分地帶，故耕作收成不易，僅能種植耐旱作物，如蔥、蒜等。後農地漸改為鹹淡水混合魚塭，養殖虱目魚、白蝦等。又因超抽地下水，地層下陷嚴重。[4]

二重港亦是臺南幫重要領導者侯雨利的出身地。

## 交通
二重港位於北門、學甲、將軍三區交界，為交通樞紐。明清時期，二重港為漚汪溪（今將軍溪）港口，對外貿易盛行。
日治時期，臺灣南部糖業盛行，日本明治製糖株式會社興建隆田線輕便鐵路，於西元1909年營業。自隆田出發，沿線經過今日官田區、麻豆區、佳里區、學甲區、北門區，至終點即為二重港。戰後國民政府時期，由臺灣糖業股份有限公司麻豆糖廠與佳里糖廠接手經營。時可至番子田車站（今隆田車站）轉乘臺鐵。1980年7月，隆田線全線結束客運，全線已無載客、運貨功能，僅殘一段有不定期觀光列車行駛。
現有南北向臺17線，往北至永華、北門；往南過將軍溪至將軍區。東西向市道174號，與南9線交會於二重港中心，往西至溪底寮、三寮灣、蘆竹溝；往東至學甲區中洲、學甲市區。周邊有臺61線與臺84線快速公路。

## 人物

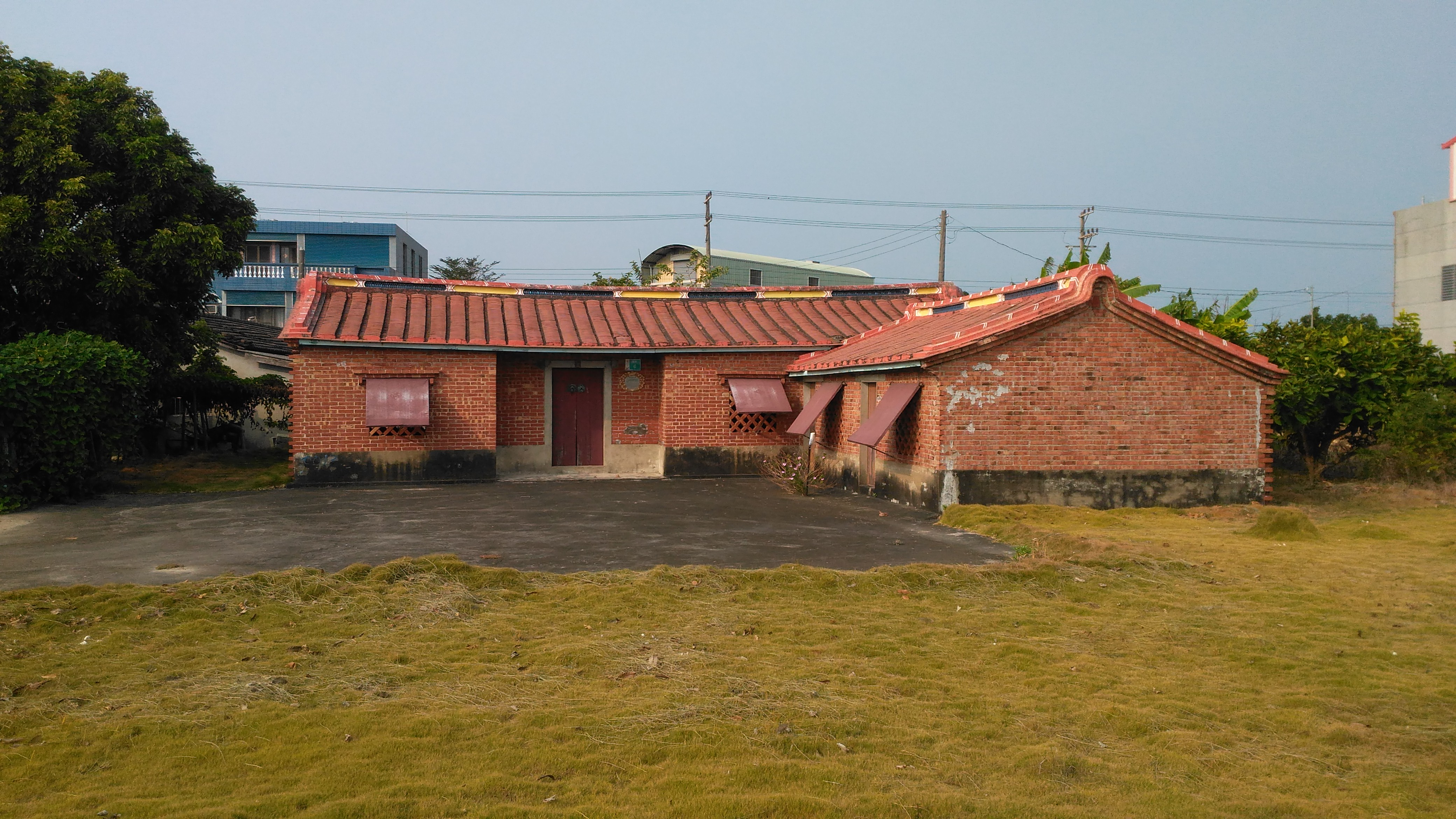
侯雨利位於二重港的故居

- 侯雨利（1900－1989），臺灣企業家。以臺南紡織共同創辦人聞名。為南臺灣商業界「臺南幫」的領導人之一，與臺塑集團創辦人王永慶齊名，有「南侯北王」之稱。

## 圖集

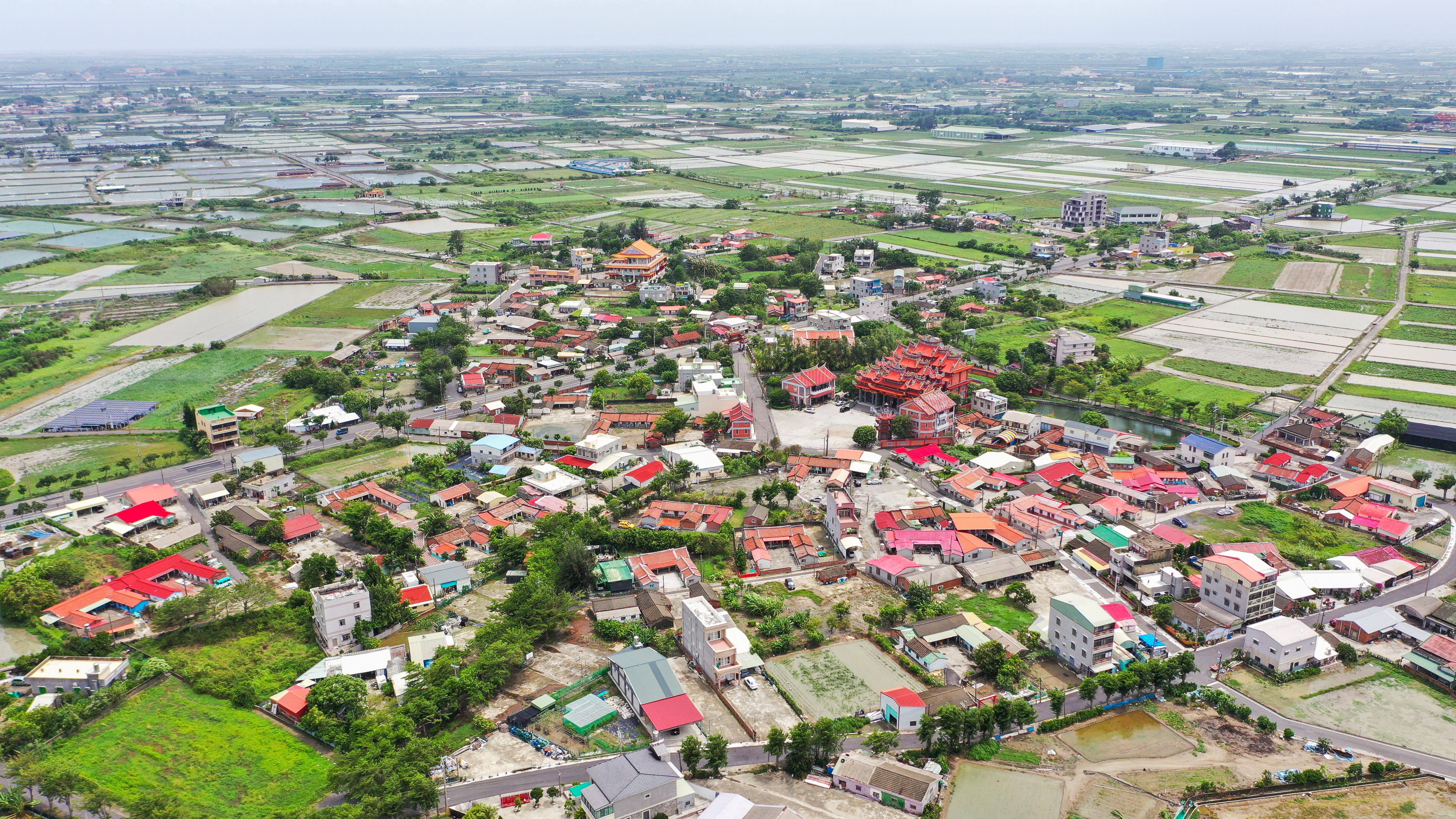
臺南市學甲區二重港空拍圖2
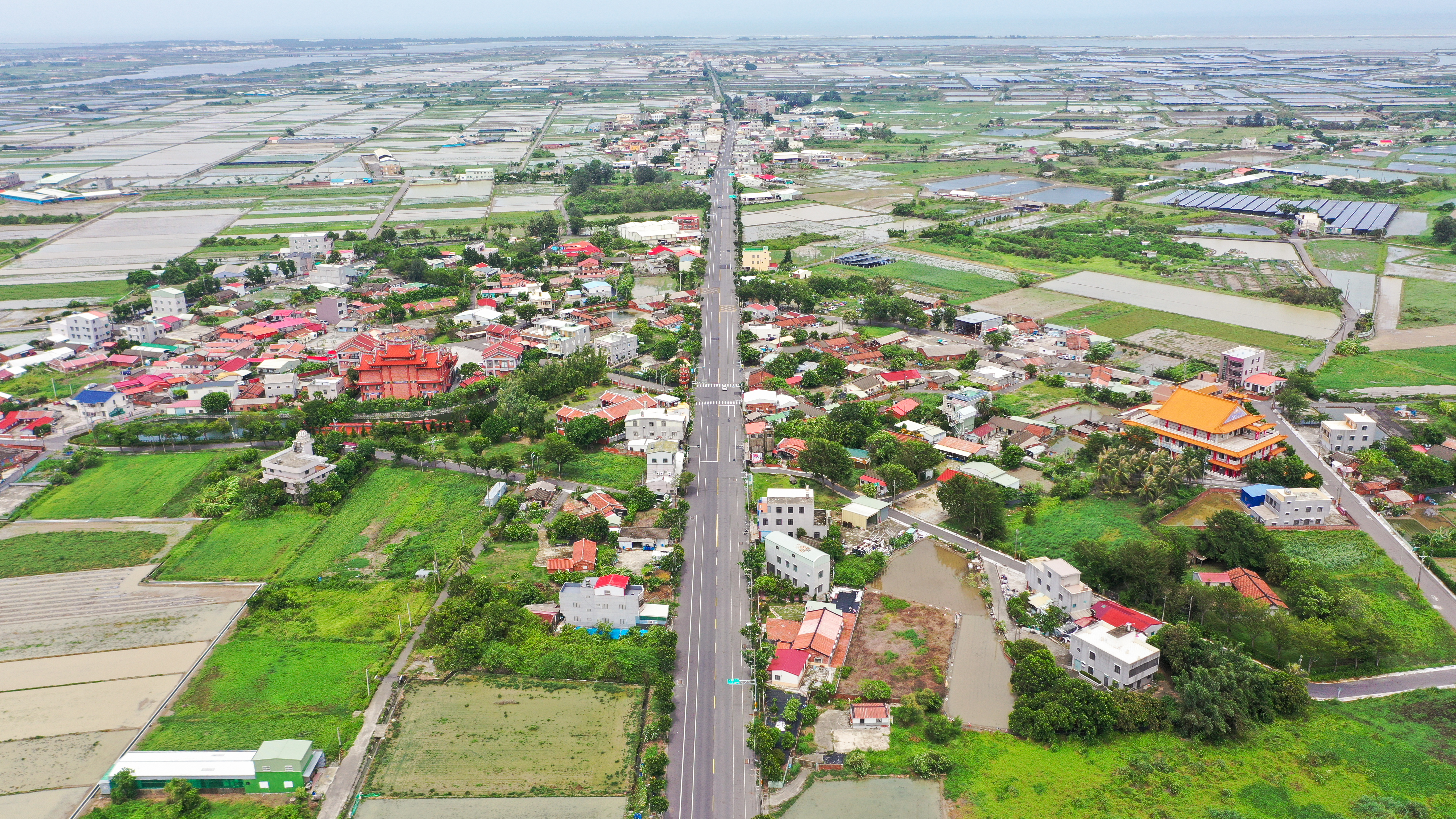
臺南市學甲區二重港空拍圖3